# کوکسهاوزن
کوکسهاوزن (به آلمانی: Koxhausen) یک شهر در آلمان است که در بیتبورگ-پروم واقع شده‌است.